# Anahuac (Teksas)
Anahuac je grad u američkoj saveznoj državi Teksas. Prema popisu stanovništva iz 2010. u njemu je živjelo 2.243 stanovnika.